# Чебаненко, Иван Ильич
Чебаненко Иван Ильич (30 марта 1925, с. Матвеевка, Новоодесский район, Николаевский округ, Одесская губерния, Украинская ССР, СССР [ныне Центральный район, г. Николаев, Украина] — 27 июня 2012, г. Киев, Украина) — советский и украинский геолог-тектонист, член-корреспондент АН Украины, академик НАН Украины, заслуженный деятель науки и техники, заведующий отделом геотектоники — 1978, лауреат Государственной премии Украины в области науки и техники — 1992 (за участие в открытии — на основе неорганической гипотезы — принципиального нового объекта поисков месторождений нефти и газа, как источник расширения топливно-энергетической базы Украины, с соавторами). Первым в мире разработал карты разломов континентов и океанов, которые отражали существование сети разломов литосферы, впоследствии подтвержденных спутниковыми фотоснимками. Участник открытия нового объекта поисков месторождений нефти и газа.

## Биография
В 1940 году умирает его отец, после этого Иван помогал матери в домашнем хозяйстве, работал на полях в колхозе. В пригородном селе Матвеевка окончил десятилетнюю школу в 1941 году.
С 26 марта 1944, сразу после освобождения Николаева, в рядах советских войск. В составе Запорожской краснознаменной ордена Суворова стрелковой дивизии принимал участие в форсировании реки Днестр, в Ясско-Кишиневской операции, в боях в Румынии и Болгарии.
В 1948—1953 — студент геологического факультета Одесского государственного университета им. Мечникова. Работает в Ворошиловградском горном округе инженером-геологом. В 1955—1957 — аспирантура при Институте геологических наук, под руководством В. Г. Бондарчука защитил в 1958 году кандидатскую диссертацию «Тектоника Лисичанского поднятия северо-западной окраины Донецкого кряжа».
В 1958 по приглашению Министерства среднего машиностроения СССР командирован в Чехословакию — работал как инженер, позже — главный инженер экспедиции, которая проводила поиски урановых руд в Чешском рудоносном массиве.
3 октября 1960 — сотрудник Института геологических наук НАН, прошёл путь от младшего научного сотрудника до первого заместителя директора Института и советника при дирекции Института по научным вопросам.
В июне 1974 — докторская диссертация на тему «Региональные разломы Украины, закономерности их размещения и значение для поисков месторождений полезных ископаемых».
С 1979 года — член-корреспондент НАНУ по специальности «Геология и геофизика». В 1982 — академик НАНУ по специальности «Геология».

## Научная деятельность
Был членом межреспубликанской научного совета, научно-методического совета при обществе «Знание»; член многих специализированных советов, руководил при Институте геологических наук Специализированным советом по защите кандидатских и докторских диссертаций.
В научных работах по поискам нефти неорганического происхождения и создание на её основе принципиально новой методики поисков нефтяных месторождений его постоянно поддерживал Борис Евгеньевич Патон.
Как педагог подготовил 10 кандидатов и 4 докторов наук.

## Научные труды
Его перу принадлежит свыше 200 научных публикаций, из них 16 монографий. Большинство посвящены теоретическим проблемам строения литосферы и её развитии в геоисторическом аспекте.
Среди его работ:
- «Главные закономерности розломної тектоники земной коры» — 1963,
- «Проблемы складчатих поясов земной коры (в свете блоковой тектоники)» — 1964,
- «Розломна тектоника Украины» — 1966, (после этой работы на основе его рекомендаций, Владиленом Краюшкиным и В. П. Клочком в зоне северного борта Днепровско-Донецкой впадины были открыты промышленные скопления нефти и газа),
- «Разломы Земли» — 1969,
- «Теоретические аспекты тектонической делимости земной коры», 1977,
- «Строение и этапы развития Днепровско-Донецкого ровоподобного прогиба», 1979,
- «Поиски углеводородов в кристаллических породах фундамента», 1980
- «Тектоника Северного Причерноморья», 1988,
- «Блоковая тектоника кристаллического фундамента Днепровско-Донецкого авлакогена», 1991,
- «Проблемы нефтегазоносности кристаллических пород фундамента Днепровско-Донецкой впадины», 1991,
- «Нефтегазовый потенциал северо-западного шельфа Чёрного моря», 1995,
- «Нефтегазовый потенциал Керченско-Таманского шельфа Чёрного моря, континентального склона и глубоководной впадины Чёрного моря», 1996,
- «Нефтегазовый потенциал Северного борта Днепровско-Донецкой впадины», 1996, с соавторами — Бялюк Богдан Онуфриевич; Должок Евгений Михайлович; Клочко Виктор Петрович; Шпак Петр Федорович,
- «Нефтегоазоперспективные объекты Украины: нефтегазоносность фундамента осадочных бассейнов», 2002,
- "Нефтегазоперспективные объекты Украины. Перспективы нефтегазоносности бортовых зон впадин Украины ", 2006 — с соавторами — Багрий Игорь Дмитриевич; Гладун Василий Васильевич; Гожик Петр Федосеевич; Евдощук Николай Иванович; Клочко Виктор Петрович; Краюшкин Владилен Алексеевич; Максимчук Петр Ярославович; Павлюк Мирослав Иванович; Чепель Петр Михайлович,
- «Нефтегазоперспективные объекты Украины. Теоретическое и практическое обоснование поисков нефти и газа в акваториях Украины», 2010, в коллективе авторов — Галко Татьяна Николаевна; Гладун Василий Васильевич; Гожик Петр Федосеевич; Евдощук Николай Иванович; Клочко Виктор Петрович; Краюшкин Владилен Алексеевич; Крупский Богдан Любомирович; Максимчук Петр Ярославович; Франчук Владилен Алексеевич.